# (37775) 1997 GY26
1997 GY26 (asteroide 37775) é um asteroide da cintura principal. Possui uma excentricidade de 0.11002740 e uma inclinação de 0.99045º.
Este asteroide foi descoberto no dia 7 de abril de 1997 por Spacewatch em Kitt Peak.